# یواس‌اس دفاینس (آی‌دی-۳۳۲۷)
یواس‌اس دفاینس (آی‌دی-۳۳۲۷) (به انگلیسی: USS Defiance (ID-3327)) یک کشتی بود که طول آن ۴۴۰ فوت ۱ اینچ (۱۳۴٫۱۴ متر) بود. این کشتی در سال ۱۹۱۸ ساخته شد.